# Fireglow Games
Fireglow Games — российская, а позднее — кипрская компания, занимавшаяся разработкой и издательством компьютерных игр. Наиболее известна серией стратегических игр Sudden Strike.

## История
Компания была основана в 1999 году бывшими сотрудниками студии «Наши игры», известной игрой Противостояние. Первым проектом студии стала игра Sudden Strike, мировым издателем выступил немецкий дистрибьютер cdv Software Entertainment, в России и СНГ издавалась под знакомым российским игрокам названием Противостояние 3.
В 2002—2003 годах компания в полном составе (около 20 сотрудников с семьями) переехала из Санкт-Петербурга на Кипр, все получили вид на жительство и документы, дающие право на работу. В 2004 году студия прекратила сотрудничество российским издателем Руссобит-М, владевшей правами на локализованное название Противостояние, все последующие игры Sudden Strike в России издавались уже под оригинальным названием.
В 2006 году компания прошла реорганизацию, вследствие которой образовалось несколько компаний под единым холдингом: Fireglow Casual Games (казуальные игры) и Fireglow Online Games (многопользовательские игры) занимались разработкой компьютерных игр, третья — Fireglow Games Publishing — изданием продуктов холдинга на территории США и Западной Европы. Директором Fireglow Games Publishing стал бывший глава cdv Software Entertainment Кристов Сайринг.
Последней игрой компании является Sudden Strike 3: The Last Stand, вышедшая в 2009 году.

## Разработанные игры
| Дата | Название                          | Название в России                    | Платформа |
| ---- | --------------------------------- | ------------------------------------ | --------- |
| 2000 | Sudden Strike                     | Противостояние 3                     | Windows   |
| 2001 | Sudden Strike Forever             | Противостояние 3: Война продолжается | Windows   |
| 2002 | Sudden Strike 2                   | Противостояние 4                     | Windows   |
| 2003 | Cold War Conflicts                | Противостояние: Азия в огне          | Windows   |
| 2004 | Sudden Strike: Resource War       | Sudden Strike: Битва за ресурсы      | Windows   |
| 2007 | Sudden Strike: Gold Edition       |                                      | Windows   |
| 2007 | Blackbeard’s Revenge              |                                      | Windows   |
| 2007 | Sudden Strike 3: Arms For Victory |                                      | Windows   |
| 2007 | Stranger                          |                                      | Windows   |
| 2008 | A-B-O-O: Plumeboom’s Friends      |                                      | Windows   |
| 2009 | Sudden Strike 3: The Last Stand   |                                      | Windows   |